# 17 Pułk Artylerii Ciężkiej
17 pułk artylerii ciężkiej (17 pac) – oddział artylerii ciężkiej Wojska Polskiego II Rzeczypospolitej w okresie wojny polsko-bolszewickiej.
Wiosną 1919 przystąpiono do formowania brygad artylerii dla dywizji piechoty. Brygada składała się z dowództwa, pułku artylerii polowej i pułku artylerii ciężkiej (dywizjon trzybateryjny). Drugi dywizjon pułku artylerii ciężkiej przeznaczony był do rezerwy artylerii Naczelnego Dowództwa.

## Formowanie i działania I dywizjonu
W styczniu 1919 sformowana została 1 bateria1 pułku artylerii ciężkiej wielkopolskiej ppor. Jana Chylewskiego. W czerwcu ppor. Zawitaj sformował 7 baterię, a w końcu czerwca 8 baterię pod dowództwem por. Kapsy.
Pierwsza weszła do walki 1 bateria. Walczyła z Niemcami o Szubin, a następnie w rejonie Nakła. 3 lutego bateria zniszczyła pociąg pancerny, a następnie wspierała piechotę podczas odpierania ofensywy niemieckiej na Kcynię.
W kolejnych dniach ponownie działa pod Nakłem, a potem w rejonie Kołaczkowa, Gołańczy, Rybowa, Połajewa, Gerabic, Przybychowa, Bukowca i Ryczywołu. 24 czerwca została przewieziona do Małopolski Wschodniej na front przeciwukraiński. Tu wzięła udział w ofensywie polskiej walcząc pod Biłką, Janczynem i Husiatynem. W sierpniu wróciła do Poznania.
W tym samym czasie 7 bateria ppor. Zawitaja została przeniesiona 19 czerwca 1919 do Inowrocławia. W listopadzie przerzucono ją w rejon Międzychodu. W styczniu 1920 bateria uczestniczyła w zajmowaniu terenów przyznanych Polsce na mocy traktatu wersalskiego. 8 bateria po wyruszeniu na front działała w rejonie Chrośnicy oraz uczestniczyła w zajmowaniu Zbąszynia.
W styczniu 1920 7. i 8 baterie przybyły do Poznania, gdzie zostały przemianowane na 2. i 3 baterie 17 pułku artylerii ciężkiej. W skład I/17 pac włączono także, będącą już na froncie wschodnim, 1 baterię. W końcu kwietnia I/17 pac dołączył do walczącej na froncie przeciwbolszewickim 17 Wielkopolskiej Dywizji Piechoty. Wspierał ją podczas polskiej kontrofensywy nad Berezyną.
4 lipca rozpoczęła się wielka ofensywa wojsk Frontu Zachodniego Michaiła Tuchaczewskiego. Dywizjon rozpoczął działania opóźniające. Straty w koniach spowodowały, że baterie pozostawały za piechotą. 16 lipca wyczerpany i samotnie maszerujący ku Lidzie oddział dotarł w rejon Gieranon. Tu dywizjon został otoczony i utracił wszystkie działa. Części żołnierzy wyrwała się z okrążenia i dotarła do Ros. Stąd niedobitki I/17 pac przewieziono koleją do Leszna.
Po reorganizacji pododdział przemianowany został na 17 dywizjon artylerii ciężkiej. W listopadzie 1921 zmienił powtórnie nazwę na II/7 dac.
W kwietniu 19 dywizjon wszedł w skład nowo formowanego pokojowego 2 pułku artylerii ciężkiej jako jego III dywizjon i 30 lipca przybył do swojego nowego garnizonu w Chełmie.

## Żołnierze pułku/dywizjonu
| Stanowisko          | Stopień, imię i nazwisko | Czasokres    |
| ------------------- | ------------------------ | ------------ |
| dowódca I dywizjonu | por. Marciniak           | był IV 1920  |
| dowódca 1 baterii   | ppor. Jan Chylewski      | I 1919       |
| dowódca 2 baterii   | ppor. Zawitaj            | VI 1919      |
| dowódca 3 baterii   | por. Zygmunt Kapsa       | VI 1919      |
| oficer dywizjonu    | ppor. Edelmann           | był VII 1920 |